# Томас Наджент, IV граф Вестміт

Герб графів Вестміт.

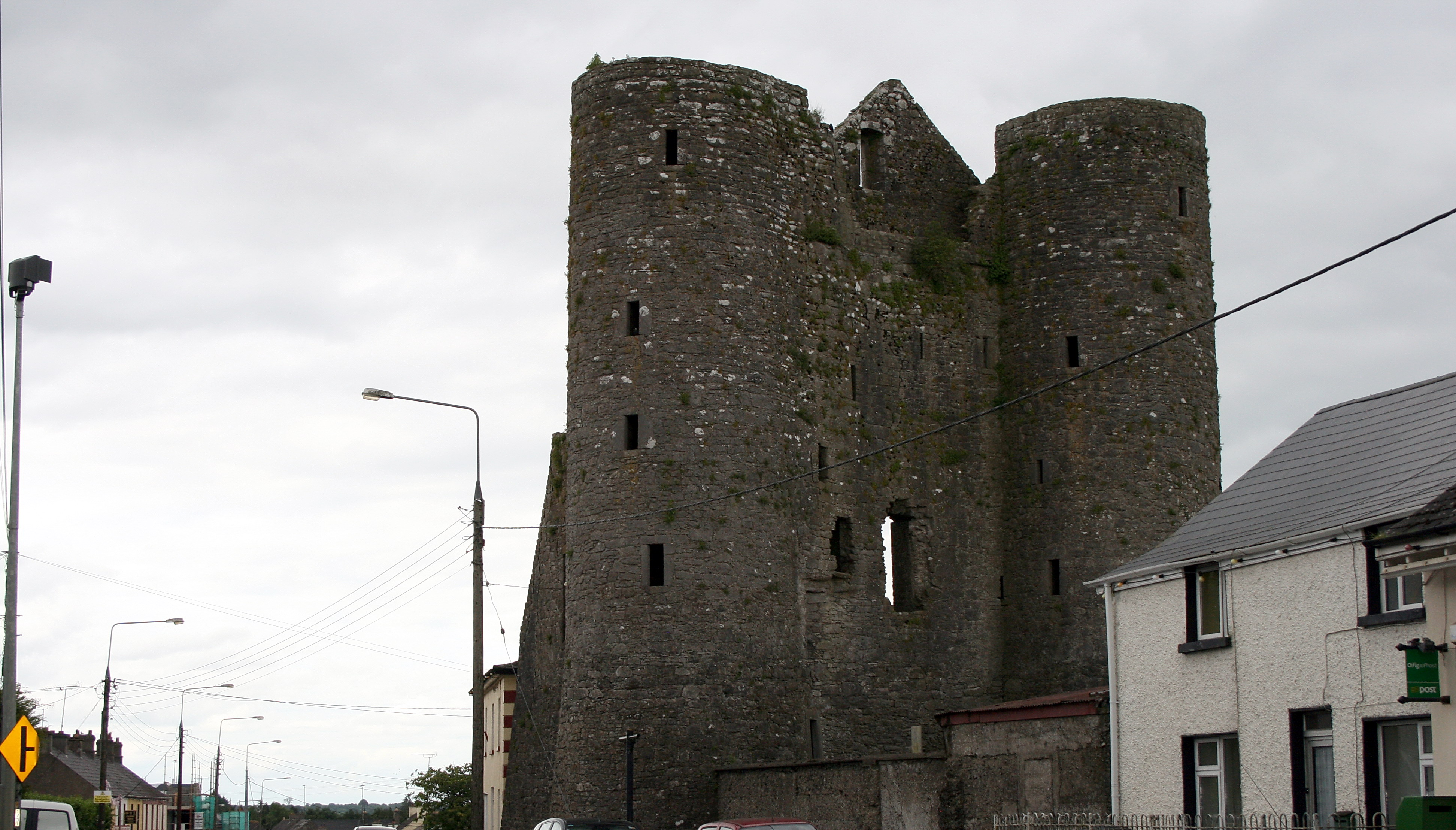
Замок Наджент.

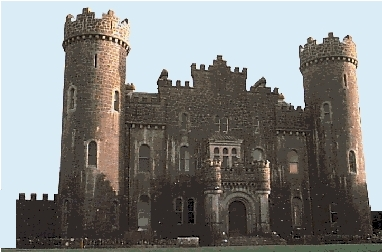
Замок Клонін (Делвін).

Томас Наджент (1669 – 30 червня 1752) – IV граф Вестміт, лорд Делвін – ірландський аристократ, пер Ірландії, політик, військовий діяч. Належав до так званих «старих англійців» в Ірландії – нащадків англо-норманських поселенців в Ірландії ХІІ століття, що змішалися з ірландцями, перейняли їх мову і звичаї, лишились вірними католицизму в англійських володіннях, де силою насаджувалась форма протестантизму – англіканство. 

## Життєпис
Томас Наджент був другим сином Крістофера Наджента – лорда Делвін та Мері Батлер – дочки полковника Річарда Батлера. У ті часи Англії в результаті так званої «Славної революції» в 1688 році був скинутий з трону король Англії та Ірландії Яків (Джеймс) ІІ, що прихильно ставився до католицизму та ірландців. До вади прийшов Вільям ІІІ Орнанський – прихильник протестантизму. Почалась громадянська війна – воєнні дії розгорнулись переважно на території Ірландії. Ірландці виступили на стороні Якова ІІ, сподіваючись у випадку перемоги на незалежність Ірландії, або як мінімум на відновлення прав католиків – переважної більшості ірландців. Томас Наджент пішов добровольцем в армію Якова ІІ, воював в його війську в якості полковника піхоти. Після поразки Якова ІІ новий король Англії Вільям ІІІ оголосив Томаса Наджента поза законом 11 травня 1691 року. Томас Наджент воював під час облоги Лімерика в 1690 – 1691 роках командуючи піхотою та полком кавалерії. Але потім король пробачив Томаса Наджента, оголосив йому амністію в 1697 році. Томас Наджент, як і вся родина Наджентів не дивлячись на тиск і переслідування лишився вірним католицизму. Коли в 1714 році помер його брат Річард Наджент, ІІІ граф Вестміт, що не мав дітей, бо був католицьким монахом, Томас Наджент успадкував титул графа Вестміт. Томас Наджент одружився з Маргарет Беллью – дочкою Джона Беллью – І барона Беллью Дулік. Але потім він з нею розлучився і одружився з Мері Бермінгем. У другому шлюбі в нього були діти: 
- Леді Кетрін Наджент – одружилась з Енді Наджентом Десартським, що теж родом з графства Вестміт. Від цього шлюбу народилась Барбара Наджент, що одружилась з Джеймсом О’Рейлі. Від цього шлюбу народився сер Х’ю О’Рейлі Наджент – І баронет О’Рейлі Наджент.
- Крістофер Наджент – лорд Делвін (помер 12 квітня 1752 року), був неодружений все життя.
- Джон Наджент (помер 21 липня 1725 року), неодружений.
- Леді Мері Наджент (1694 – липень 1725) – одружена з Френсісом Бермінгемом – XIV бароном Атенрі.

Титул графа успадкував молодший брат Томаса Наджента – Джон Наджент, що став V графом Вестміт.  